# Neftçi Arena
Le stade 8km (en azéri : 8 km stadionu) est un stade de football localisé à Bakou en Azerbaïdjan. Son appellation se réfère à la distance qui le sépare du quartier de la vieille ville de Bakou.

## Histoire
L’enceinte a été totalement rénovée en vue d’accueillir des rencontres de la Coupe du monde féminine U17 en 2012. Après cette épreuve, le club du FK Neftchi Bakou devient club résident du stade.
Inauguré par le président de la république d’Azerbaïdjan, le 14 septembre 2012, le stade répond aux normes FIFA et peut héberger des rencontres internationales. La première de celles-ci se déroule le vendredi 7 juin 2013, quand l’Azerbaïdjan fait match nul contre le Luxembourg (1-1), dans le cadre des éliminatoires de la Coupe du  Monde 2014.
Peu après son ouverture le stade reçoit un nom commercial : Bakcell Arena.